# Bernard Martin Ngaviliau
Bernard Martin Ngaviliau CSSp (* 1. März 1917 in Marangu; † 26. Juni 2005) war ein tansanischer Ordensgeistlicher und römisch-katholischer Bischof von Sansibar.

## Leben
Bernard Martin Ngaviliau wurde 1925 getauft. Er besuchte das St. Patrick’s Teachers Training College und das Singa Chini Teacher Training College sowie später das St. James Junior Seminar und das Kleine Seminar in Kilema Chini. Ab 1941 studierte Ngaviliau Philosophie und Katholische Theologie am Priesterseminar in Kibosho. Am 2. April 1949 empfing er das Sakrament der Priesterweihe für das Bistum Moshi.
Ngaviliau war zunächst zwei Jahre als Pfarrvikar in Mana tätig, bevor er Pfarrvikar der Christ the King Cathedral in Moshi wurde. Später war er Pfarrer in Maua und Kilema. 1956 trat Bernard Martin Ngaviliau der Ordensgemeinschaft der Spiritaner bei und absolvierte das Noviziat in Kilshane in Irland. Am 8. September 1957 legte er die erste und am 8. September 1960 in Maua die ewige Profess ab. Ngaviliau wirkte von 1957 bis 1963 als Pfarrer in Mashati und von 1968 bis 1971 in Mkuu. Zudem war er Sekretär des Bischofs von Moshi, Joseph Sipendi. 1971 wurde Bernard Martin Ngaviliau Spiritual am regionalen Priesterseminar in Kipalapala. Am 26. Januar 1973 ernannte ihn Papst Paul VI. zum Apostolischen Administrator von Sansibar. In der Tansanischen Bischofskonferenz war Ngaviliau Vorsitzender der Ökumenekommission.
Ngaviliau wurde am 28. März 1980 infolge der Erhebung der Apostolischen Administratur Sansibar zum Bistum erster Bischof von Sansibar. Der Erzbischof von Daressalam, Laurean Kardinal Rugambwa, spendete ihm am 5. Juni desselben Jahres in der Kathedrale St. Joseph in Sansibar die Bischofsweihe; Mitkonsekratoren waren der Bischof von Iringa, Mario Epifanio Abdallah Mgulunde, und der Bischof von Arusha, Dennis Vincent Durning CSSp.
Am 30. November 1996 nahm Papst Johannes Paul II. das von Bernard Martin Ngaviliau aus Altersgründen vorgebrachte Rücktrittsgesuch an. Danach lebte Ngaviliau im Usa River Seminary und war als Seelsorger im Erzbistum Arusha tätig. Sein Grab befindet sich auf dem Usa River Seminary Cemetery.